# Тихонов, Николай Андреевич
Никола́й Андре́евич Ти́хонов (1882, Курская губерния, Российская империя — 28 июня 1918, Барнаул, Белое движение) — участник Гражданской войны на Алтае.

## Биография
Родился в Курской губернии. С родителями переехал в Барнаул, где его отец стал работать каменщиком. С трудом получил образование, стал работать учителем в Тальменке, позже — в Бобровском Затоне.
После октября 1917 г. участвовал в работе Совета рабочих и солдатских депутатов, весной 1918 г. — один из организаторов отряда Красной Гвардии в Затоне.
В июне 1918 г. после падения Советской власти в Барнауле вместе с Е. П. Дрокиным уезжает на пароходе в Бийск, но через несколько дней оба вернулись, были схвачены белогвардейцами и 28 июня застрелены по дороге в тюрьму, якобы при попытке к бегству.

## Память
Именем Тихонова названа улица в Нагорной части Барнаула.